# 貝奇角
67°43′S 146°34′E / 67.717°S 146.567°E
貝奇角是南極洲的海岬，位於喬治五世地，處於安思沃斯灣和穆菲灣之間，由澳大利亞探險家率領的探險隊發現，以隨隊的天文學家命名。